# Брадли Джеймс
Брадли Джеймс (на английски: Bradley James, роден на 11 октомври 1983 година) е актьор от Девън, Англия. Телевизионния си дебют прави в поредицата на ITV Lewis през 2008 и по-късно същата година играе една от главните роли в телевизионния сериал „Приключенията на Мерлин“. Участва и в поредицата на ВВС Dis/Connected.
Изучавал е актьорско майсторство в Драматичния център – Лондон..

## Филми
- Portobello 196 (късометражен) – Джуд
- „Приключенията на Мерлин“ (2008-2012)(сериал) – Merlin – принц Артур
- "Dis/Connected" (2008)(сериал)– Бен
- Lewis (2008)(сериал)– Джак Рот
- Fast girls (2012)

## Театрални роли
- Le Grande Meaulnes – Флорентин
- A Midsummer Nights Dream – Флют
- The Misor – Виктор
- The Russian Project – различни роли
- The Winters Tale – Клоунът
- Fuenteovehuna – Господарят
- Trelawney Of The Wells – Артур Гоуър
- The Philisitnes – Пьотр
- The Happy Breed – Рег Гибонс